# Acharagma
Acharagma (укр. Ахарагма) — рід сукулентних рослин з родини кактусових.

## Історія роду

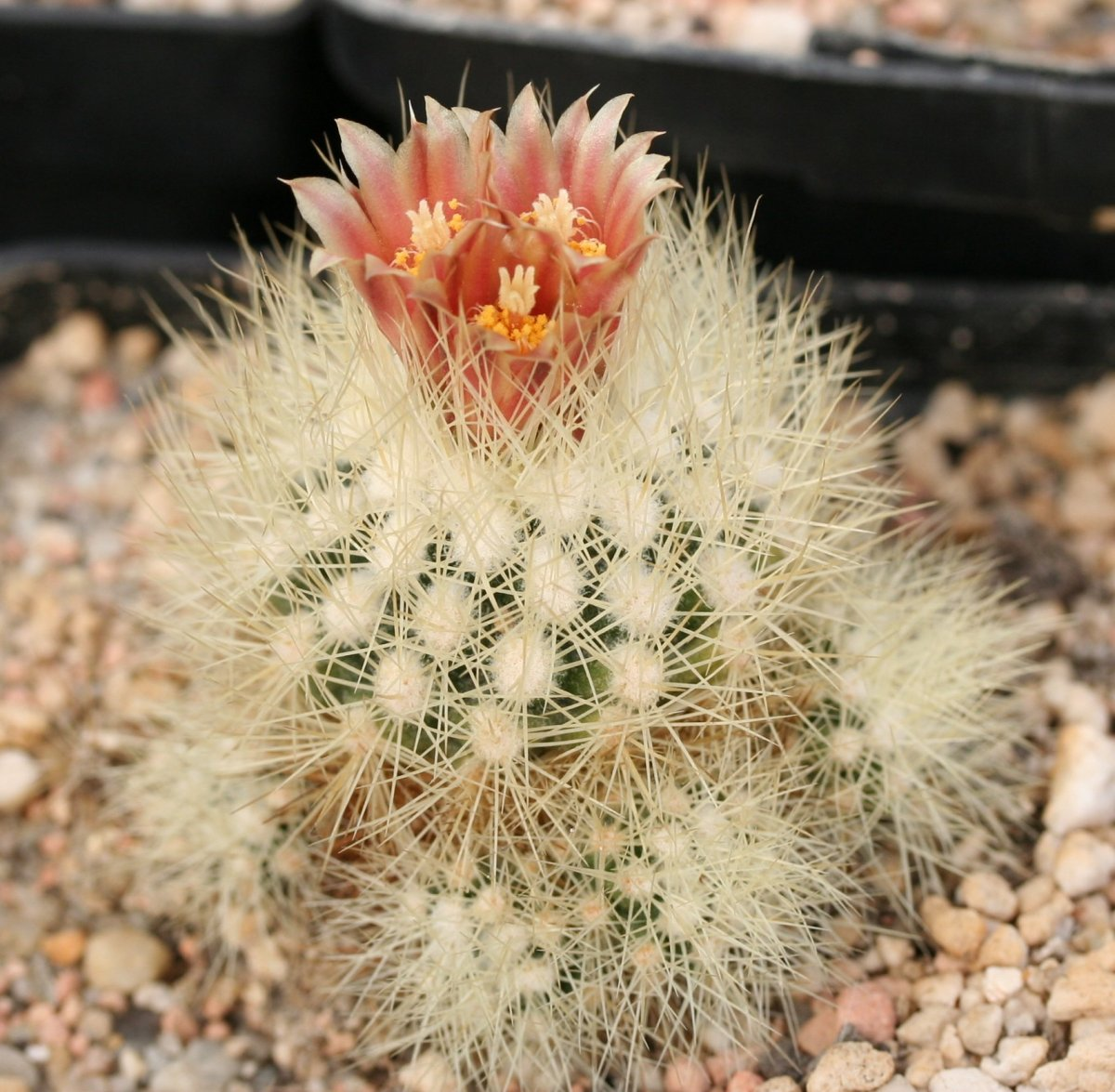
Acharagma roseana

Два види кактусів з північної Мексики довго плутали ботаніків, оскільки не підходили повністю до жодного роду. Чарльз Гласс і Роберт Фостер в 1970 році помістили один з них, Echinocactus roseanus, в рід Gymnocactus, і 2 роки по тому описали інший різновид Gymnocactus aguirreanus.
Андерсон і Ральстон (1978) при цьому зазначили, що жоден з цих різновидів добре не підходить до Gymnocactus, яких тепер віднесли до роду Turbinicarpus.
Найджел Тейлор (1983) розглядав їх окремою групою в роді Escobaria і описав секцію Acharagma для них.
Андерсон (1986), у перегляді роду Neolloydia, також вважав, що вони належать до роду Escobaria.
Аллан Циммерман, однак, у своїй докторській дисертації, зазначив, що є дуже небагато причин пов'язувати їх з Escobaria, коментуючи, що ці два різновиди відповідно повинні бути окремим родом (1985).
У 1998 Гласс підняв секцію Acharagma до рівня роду.
Дані послідовності ДНК підтверджують гіпотезу Циммермана, що Acharagma є окремою групою, не зовсім близько пов'язаною з Escobaria.
Маючи в своєму розпорядженні нові молекулярні дані, Едвард Ф. Андерсон вважав Acharagma родом з двома видами: Acharagma aguirreana і Acharagma roseana. У червні 2011 року в журналі «CactusWorld» був описаний ще один вид Acharagma huasteca Elhart.

## Етимологія
Назва «Acharagma» означає «не рифлений» і стосується того факту, що ареольні борозни на туберкулах недостатньо глибокі.

## Морфологія
У природі ці кактуси зазвичай ростуть поодинці, лише зрідка утворюючи невеликі групки.
- Стебла кулясті до коротко-циліндричних, без нектару в залозах, 3-7 см у діаметрі.
- Ребра більш-менш мають форму туберкул.
- Ареоли без борозенок.
- Колючки зазвичай щільні.
- Квіти — основа квітки обмежена колючками, від кремового до рожево-червоно-жовтого до жовтого відтінку, 1,5-2 см завдовжки і в діаметрі.
- Квіткові трубки короткі.
- Плоди булавоподібної форми, зелені до багрянисто-бронзового відтінку, завдовжки 10-20 мм.
- Насіння — коричневе до чорного з рубчиками.

## Ареал
Ареал зростання — штати Коауїла і Нуево-Леон в північній частині Мексики.

## Культивування
- Температура: для успішної зимівлі кактусам цього роду потрібна температура не нижче +10 °С, хоча вони можуть короткостроково переносити і нижчі температури.
- Освітлення: влітку освітлення має бути яскравим.
- Полив: влітку помірний, взимку дуже помірний або повне його припинення.

## Охорона у природі
Два види роду Acharagma входять до Червоного списку Міжнародного Союзу Охорони Природи:
- Acharagma aguirreana — статус «Види на межі зникнення»;
- Acharagma roseana — статус «Уразливі види».